# 54 Pułk Piechoty Liniowej (Francja)
54 Pułk Piechoty Liniowej Wielkiej Armii – jeden z francuskich pułków piechoty okresu wojen napoleońskich. Wchodził w skład Wielkiej Armii Cesarstwa Francuskiego.

## Działania zbrojne
- 1792: Valmy i Jemmapes
- 1793: Kaiserslautern
- 1794: Mayence
- 1799: Bergen i Alkmaer
- 1800: Hohenlinden
- 1805: Durnstein i Austerlitz
- 1806: Crewitz i Lubeka
- 1807: Ostrołęka i Friedland
- 1808: Espinosa i Somosierra
- 1809: Essling, Wagram i Talevera-de-la-Reyna
- 1810: Saint-Louis
- 1811: Chiclana, Fuentes de Oñoro i Zujar
- 1812: Tarifa i Cadiz
- 1813: Oignon, Vittoria, Col de Maya, Drezno i Lipsk
- 1814: Bar-sur-Aube, Fere-Champenoise i Maestricht
- 1815: Waterloo